# شيلدون بيك
شيلدون بيك (بالإنجليزية: Sheldon Peck)‏ هو رسام أمريكي، ولد في 26 أغسطس 1797 في كورنول في الولايات المتحدة، وتوفي في 19 مارس 1868 في لومبارد في الولايات المتحدة.